# Lynda Mugglestone
Lynda Mugglestone – brytyjska profesor anglistyki. Jej zainteresowania koncentrują się wokół problematyki standaryzacji języka angielskiego, historii angielszczyzny i słownikarstwa.
Jest absolwentką Uniwersytetu Oksfordzkiego, gdzie kształciła się w kolegium Somerville College. Studia doktoranckie odbyła w St. Cross College.
W 1995 roku wydała książkę Talking Proper: The Rise of Accent as Social Symbol, poświęconą postawom społecznych wobec akcentu i ich wpływie na przebieg standaryzacji w języku angielskim. 
Od 2005 r. jest profesorem historii języka angielskiego w Pembroke College.

## Wybrana twórczość
- Talking Proper: The Rise of Accent as Social Symbol (1995)
- Dictionaries: A Very Short Introduction (2011)
- Samuel Johnson and the Journey into Words (2015)